# Brietlingen
Brietlingen es un municipio situado en el distrito de Luneburgo, en el estado federado de Baja Sajonia (Alemania). Tiene una población estimada, a fines de marzo de 2024, de 3528 habitantes.